# Rod McDonald
Roderick William McDonald, detto Rod (Jacksonville, 9 aprile 1945 – San Jose, 17 gennaio 2015), è stato un cestista statunitense, professionista nella ABA.

## Carriera
Venne selezionato dai Seattle SuperSonics al nono giro del Draft NBA 1967 (101ª scelta assoluta).

## Palmarès
- Campionato ABA: 1

Utah Stars: 1971